# 北方造船厂

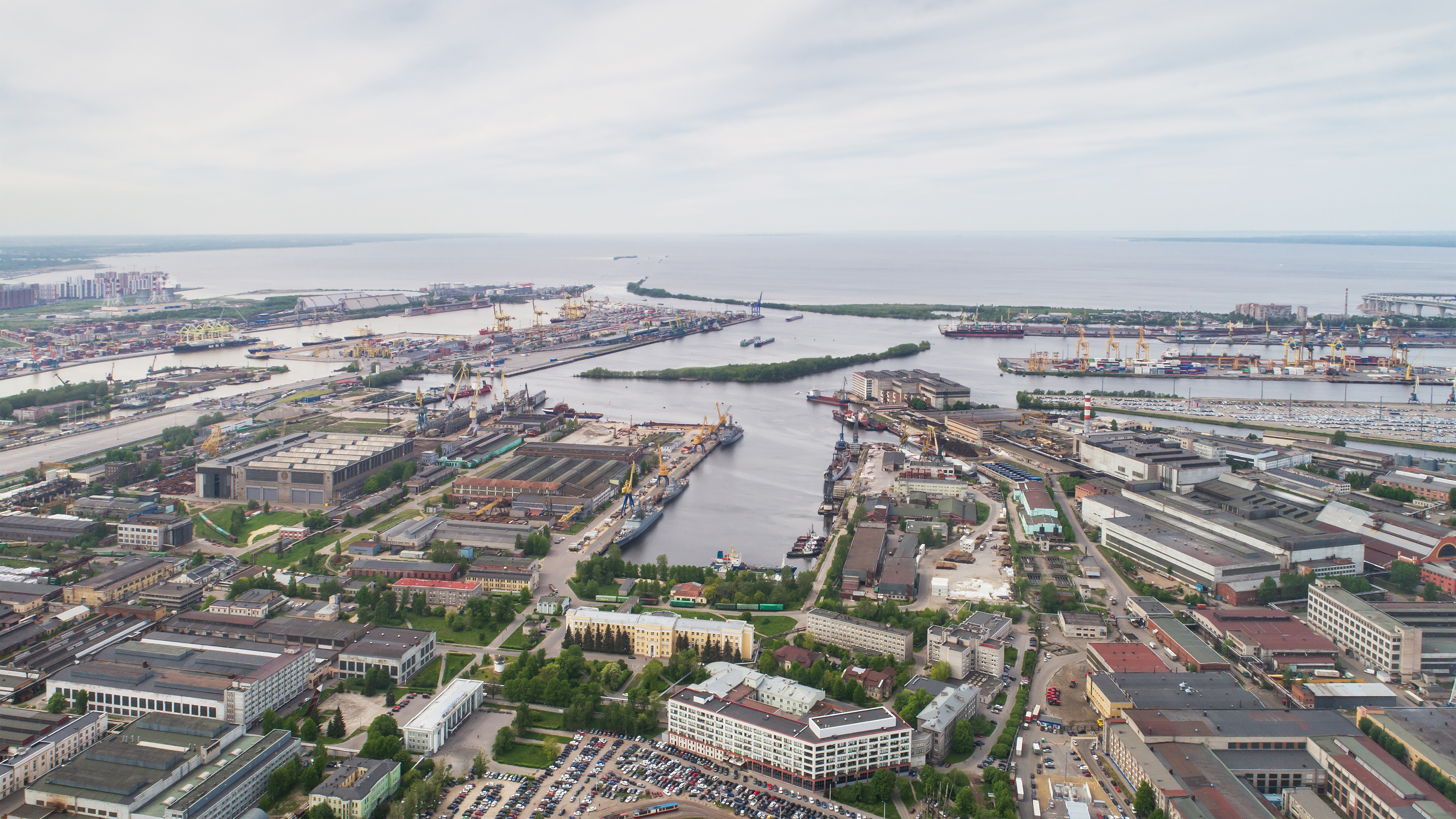

北方造船厂股份公司（俄语：ОАО Судостроительный завод «Северная верфь»）位于俄罗斯圣彼得堡市，建立于1912年，属于北方造船业联盟。苏联时期称为第190造船厂，1935年-1989年称为日丹诺夫造船厂。1989年更名为北方造船厂。该厂是苏联与俄罗斯最主要的水面战斗舰艇制造厂之一，六七十年代建造了全部的肯达级巡洋舰、克里斯塔I级巡洋舰和克列斯塔II级巡洋舰。八十年代建造了无畏级驱逐舰和现代级驱逐舰。九十年代开始軍民兩用建造干货船、滚装船和客船等。
2002年，船厂拥有6000名职工，船厂面积16.5万平方米，海岸线总长370米，水深9～10米，建有船台3座，其长度为90～120米，有浮船坞一座。 
中国购买的4艘现代级驱逐舰也是该厂建造的。目前俄海军新一代的守護級護衛艦和戈爾什科夫海軍元帥級巡防艦的主要建造工作均是由该厂负责。